# Petrogale brachyotis
Petrogale brachyotis är en pungdjursart som först beskrevs av John Gould 1840. Petrogale brachyotis ingår i släktet klippkänguruer och familjen kängurudjur. IUCN kategoriserar arten globalt som livskraftig. Inga underarter finns listade.
Pungdjuret förekommer i norra Australien och på några öar nära fastlandet. Arten vistas i klippiga områden som är täckta av regnskog eller savann.
Arten blir med svans 83 till 107 cm lång. Den yviga svansen är längre än huvud och bål tillsammans och den används för att hålla balansen. Pälsens färg på ovansidan är beroende på populationens utbredning. Exemplar som lever längre västerut är främst ljusgråa till vitaktiga och individer i östra delen av utbredningsområdet är oftast mörkgråa till bruna. Honan har en pung (marsupium) på buken med öppningen framåt. I pungen förekommer fyra spenar. Kännetecknande för Petrogale brachyotis är öronen som inte är längre än halva huvudet.
Djuret är främst nattaktiv men det står ibland på dagen i solen för att få värme. Petrogale brachyotis äter vanligen gräs. Den kan uthärda längre tider utan att dricka. Vätska får arten från trädens bark samt från olika rötter. Angående fortplantningssättet antas Petrogale brachyotis likna de andra släktmedlemmarna.

## Bildgalleri

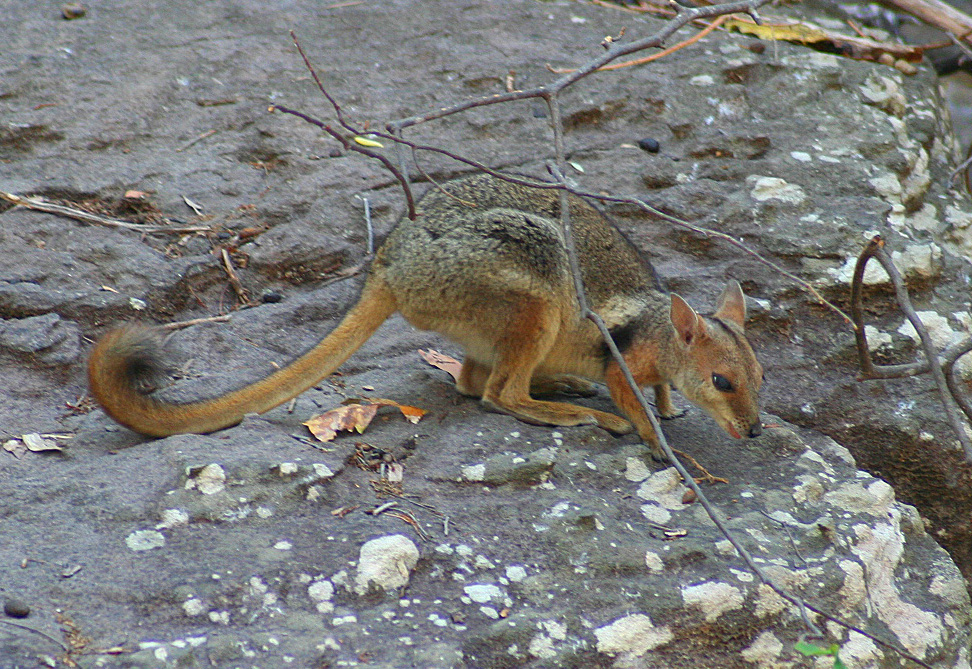
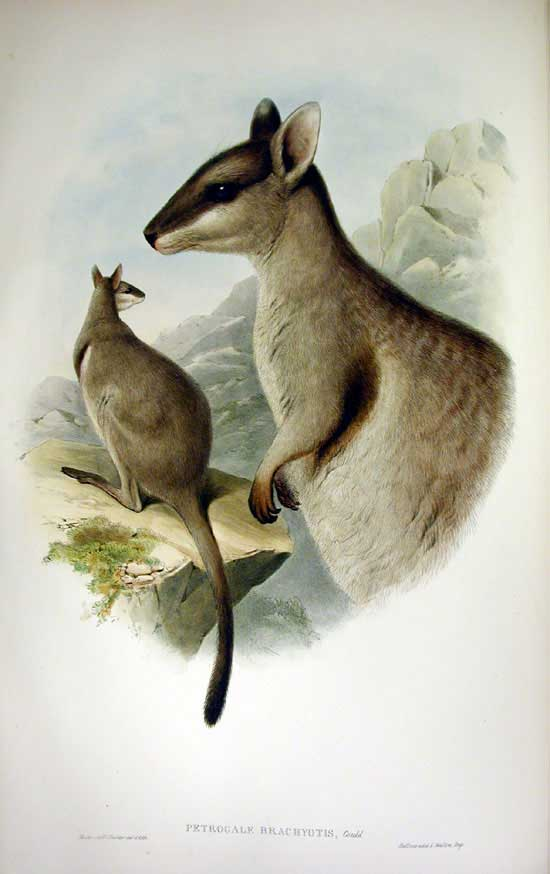